# Вилимовский, Эрнест
Эрнест Оттон Вилимовский (пол. Ernest Otton Wilimowski, нем. Ernst Otto Willimowski; 23 июня 1916, Катовице, Катовицкий повет — 30 августа 1997, Карлсруэ, Баден-Вюртемберг) — польский и немецкий футболист, левый нападающий. Входит в число лучших бомбардиров в истории как национальной сборной Польши, так и польского клубного футбола. После повторного принятия немецкого гражданства также играл за сборную Германии.
Первый игрок, забивший четыре гола в одном матче чемпионата мира. На протяжении всей карьеры забил в общей сложности 1175 голов, хотя это число является непроверенным и включает в себя товарищеские и неофициальные матчи. Rec.Sport.Soccer утверждает, что Вилимовский забил 554 официальных гола, что ставит его на 11 место в списке лучших бомбардиров в истории футбола.
Также играл в хоккей с шайбой за польскую команду «Погонь».

## Ранняя жизнь
Родился в семье силезцев, живших на польско-немецкой границе. При рождении Вилимовский получил имя Эрнст Отто Праделла (нем. Ernst Otto Pradella). После того, как в 1922 году восточная Верхняя Силезия стала частью Польши, он стал гражданином Второй Польской Республики. Его родители, Эрнст-Роман и Паулина, были немцами. Его отец Эрнст Роман (нем. Ernst-Roman) был убит во время Первой мировой войны на Восточном фронте. Мать отправила его в немецкий детский сад, в немецкую начальную школу и, когда ему исполнилось девять лет, в немецкую футбольную команду Каттовиц. После войны его мать Паулина во второй раз вышла замуж, и, в возрасте 13 лет, Эрнест принял фамилию отчима — Вилимовский. В их доме чаще всего говорили по-немецки, а также часто использовали силезский язык. Официально являясь гражданином Польши, он называл себя Силезиец.

## Ранняя карьера

### Рух Хожув
Вилимовский имел шесть пальцев на правой ноге, играл левого нападающего и показывал себя очень опытным дриблером, а также настоящим голеадором. Он начал свою карьеру в немецком клубе Каттовиц, дебютировав в возрасте 12 лет, а затем в 1933 году в возрасте 17 лет, перешёл в польский клуб Рух Хожув. «Ежи» быстро зарекомендовал себя как лучший игрок команды: в своём первом сезоне он забил 33 гола. Его первая игра в чемпионате Польши состоялась 8 апреля 1934 года, спустя несколько недель он был вызван в национальную сборную Польши по футболу. Рух доминировал в польском футболе и был чемпионом лиги в 1933—1936 и 1938 годах.
Вилимовский сыграл 86 игр за «Рух», забил 112 голов и стал лучшим бомбардиром лиги в 1934 и 1936 годах. Он также лидировал в лиге по голам в 1939 году до немецкого вторжения в Польшу. 21 мая 1939 года он забил 10 голов в одном матче против Союза Турин Лодзи, а его команда выиграл 12:1.

### Сборная Польши
Вскоре после того, как Вилимовский начинал свою клубную футбольную карьеру, «Ежи» сыграл свой первый матч за Польшу, когда он дебютировал против Дании в Копенгагене 21 мая 1934 года, проиграв 2:4, ему было всего 17 лет и 332 дня. Всего Вилимовский сыграл 22 матча за Польшу, забив 21 гол, в среднем — гол за игру. Тем не менее, его поведение не было идеальным, а в 1936 году склонность Вилимовского к алкоголю и вечеринкам привела к годичному отстранению, введённому Польской футбольной ассоциацией как раз перед Олимпийскими играми в Берлине. Без его участия полякам удалось занять лишь четвертое место на Олимпийских играх.
Выступления Вилимовского за Польшу включают в себя два матча, которые были одновременно историческими и памятными.
В матче против Бразилии в Страсбурге во время чемпионата мира по футболу 1938 года Ежи стал первым игроком, когда-либо забивавшим четыре гола в одном матче чемпионата мира. Также он заработал пенальти, реализованный Фредриком Шерфке, однако Польша проиграла матч со счётом 5:6 и выбыла из турнира. Рекорд Вилимовского был позднее повторен другими игроками, но был побит лишь 56 лет спустя, когда нападающий сборной СССР Олег Саленко забил пять мячей сборной Камеруна на чемпионате мира 1994 года. На 2022 год этот матч по-прежнему остаётся единственным в истории чемпионатов мира, когда футболист проигравшей команды забил четыре гола.
Другое памятное выступление Вилимовского состоялось 27 августа 1939 года в Варшаве в товарищеском матче против одной из лучших в то время команд в мире — Венгрии, занявшей второе место на чемпионате мира 1938 года. На 33-й минуте матча венгры вели 2:0. Вилимовский забил три гола и снова заработал пенальти, который был забит Леонардом Пионтеком, в итоге принеся Польше победу 4:2. Этот матч был последней игрой Ежи до Второй мировой войны, начавшейся спустя всего четыре дня.

## Достижения

### Командные
- Чемпион Польши: 1934, 1935, 1936, 1938, 1939
- Обладатель Кубка Германии: 1942

### Личные
- Лучший бомбардир чемпионата Польши: 1934, 1936, 1939
- Второй результат в истории чемпионатов мира — 4 мяча в одном матче: 05.06.1938 — ЧМ-1938 года в матче с Бразилией

## Статистика выступлений

### Обзор карьеры
| Команда                 | Период                | Официальные матчи | Официальные матчи | Неофициальные матчи | Неофициальные матчи | Итого | Итого |
| Команда                 | Период                | Игры              | Голы              | Игры                | Голы                | Игры  | Голы  |
| ----------------------- | --------------------- | ----------------- | ----------------- | ------------------- | ------------------- | ----- | ----- |
| Каттовиц                | 1932—1934, 1939, 1944 | 33                | 25                | 22+                 | 32+                 | 55+   | 57+   |
| Рух (Хожув)             | 1934—1939             | 88                | 115               | 78+                 | 146+                | 166+  | 261+  |
| Хемниц                  | 1940—1942, 1943       | 72                | 174               | 19+                 | 61+                 | 91+   | 235+  |
| Мюнхен 1860             | 1942—1943             | 11                | 25                | 4                   | 6                   | 15    | 31    |
| Карлсруэ ФФ             | 1944                  | 10                | 23                | 2                   | 6                   | 12    | 29    |
| Цвизель                 | 1946—1947             | 4                 | 4                 | 1+                  | 1+                  | 5+    | 5+    |
| Хемниц-Вест             | 1947—1948             | 27                | 65                | 17+                 | 43+                 | 44+   | 108+  |
| Аугсбург                | 1948                  | 6                 | 3                 | 5                   | 10                  | 11    | 13    |
| Оффенбург               | 1949—1950             | 19                | 19                | 6                   | 6                   | 25    | 25    |
| Зинген 04               | 1950—1951             | 30                | 16                | 4+                  | 6+                  | 34+   | 22+   |
| Кайзерслаутерн          | 1951—1954             | 97                | 86                | 9+                  | 13+                 | 106+  | 99+   |
| Кель                    | 1955—1956             | 7                 | 8                 | 0                   | 0                   | 7     | 8     |
| Польша                  | 1934—1939             | 22                | 21                | 18                  | 24                  | 40    | 45    |
| Польша (прочие матчи)   | 1934—1939             | 8                 | 12                | 0                   | 0                   | 8     | 12    |
| Германия                | 1941—1942             | 8                 | 13                | 7                   | 9                   | 15    | 22    |
| Германия (прочие матчи) | 1942                  | 1                 | 1                 | 0                   | 0                   | 1     | 1     |
| Региональные сборные    | 1933—1948             | 23                | 35                | 6                   | 9                   | 29    | 44    |
| Городские сборные       | 1933—1947             | 9                 | 17                | 1                   | 3                   | 10    | 20    |
| Сборные лиг             | 1934—1940             | 5                 | 11                | 0                   | 0                   | 5     | 11    |
| Армейские сборные       | 1942—1944             | 4                 | 10                | 4                   | 9                   | 8     | 19    |
| Прочие                  | 1943—1949             | -                 | -                 | 4                   | 12                  | 4     | 12    |
| Всего за карьеру        | Всего за карьеру      | 484               | 683               | 207+                | 396+                | 691+  | 1079+ |

### Клубная карьера
| Клуб                | Сезон               | Лига | Лига | Кубки | Кубки | Прочие | Прочие | Итого | Итого |
| Клуб                | Сезон               | Игры | Голы | Игры  | Голы  | Игры   | Голы   | Игры  | Голы  |
| ------------------- | ------------------- | ---- | ---- | ----- | ----- | ------ | ------ | ----- | ----- |
| Каттовиц            | 1932                | ?    | ?    | -     | -     | 1      | 2      | ?     | ?     |
| Каттовиц            | 1933                | ?    | ?    | -     | -     | 3      | 1      | ?     | ?     |
| Каттовиц            | Итого               | 25   | 15   | 0     | 0     | 4      | 3      | 29    | 18    |
| Рух (Хожув)         | 1934                | 21   | 34   | -     | -     | 0      | 0      | 21    | 34    |
| Рух (Хожув)         | 1935                | 7    | 8    | -     | -     | 0      | 0      | 7     | 8     |
| Рух (Хожув)         | 1936                | 15   | 18   | -     | -     | 0      | 0      | 15    | 18    |
| Рух (Хожув)         | 1937                | 16   | 8    | -     | -     | 0      | 0      | 16    | 8     |
| Рух (Хожув)         | 1938                | 14   | 19   | -     | -     | 2      | 2      | 16    | 21    |
| Рух (Хожув)         | 1939                | 13   | 26   | -     | -     | 0      | 0      | 13    | 26    |
| Рух (Хожув)         | Итого               | 86   | 113  | 0     | 0     | 2      | 2      | 88    | 115   |
| Каттовиц            | 1939/40             | 3    | 5    | -     | -     | 0      | 0      | 3     | 5     |
| Каттовиц            | Итого               | 3    | 5    | 0     | 0     | 0      | 0      | 3     | 5     |
| Хемниц              | 1940/41             | 21   | 36   | 6     | 17    | 13     | 41     | 40    | 94    |
| Хемниц              | 1941/42             | 19   | 37   | 4     | 2     | 8      | 38     | 31    | 77    |
| Хемниц              | Итого               | 40   | 73   | 10    | 19    | 21     | 79     | 71    | 171   |
| Мюнхен 1860         | 1942/43             | 5    | 8    | 6     | 17    | 0      | 0      | 11    | 25    |
| Мюнхен 1860         | Итого               | 5    | 8    | 6     | 17    | 0      | 0      | 11    | 25    |
| Хемниц              | 1943/44             | 1    | 3    | 0     | 0     | 0      | 0      | 1     | 3     |
| Хемниц              | Итого               | 1    | 3    | 0     | 0     | 0      | 0      | 1     | 3     |
| Всего за «Хемниц»   | Всего за «Хемниц»   | 41   | 76   | 10    | 19    | 21     | 79     | 72    | 174   |
| Каттовиц            | 1943/44             | 1    | 2    | 0     | 0     | 0      | 0      | 1     | 2     |
| Каттовиц            | Итого               | 1    | 2    | 0     | 0     | 0      | 0      | 1     | 2     |
| Всего за «Каттовиц» | Всего за «Каттовиц» | 29   | 22   | 0     | 0     | 4      | 3      | 33    | 25    |
| Карлсруэ ФФ         | 1943/44             | 4    | 6    | 6     | 17    | 0      | 0      | 10    | 23    |
| Карлсруэ ФФ         | Итого               | 4    | 6    | 6     | 17    | 0      | 0      | 10    | 23    |
| Цвизель             | 1946/47             | 4    | 4    | -     | -     | 0      | 0      | 4     | 4     |
| Цвизель             | Итого               | 4    | 4    | 0     | 0     | 0      | 0      | 4     | 4     |
| Хемниц-Вест         | 1946/47             | ?    | ?    | -     | -     | 0      | 0      | ?     | ?     |
| Хемниц-Вест         | 1947/48             | ?    | ?    | -     | -     | 0      | 0      | ?     | ?     |
| Хемниц-Вест         | Итого               | 27   | 65   | 0     | 0     | 0      | 0      | 27    | 65    |
| Аугсбург            | 1948/49             | 6    | 3    | -     | -     | 0      | 0      | 6     | 3     |
| Аугсбург            | Итого               | 6    | 3    | 0     | 0     | 0      | 0      | 6     | 3     |
| Оффенбург           | 1949/50             | 18   | 18   | -     | -     | 1      | 1      | 19    | 19    |
| Оффенбург           | Итого               | 18   | 18   | 0     | 0     | 1      | 1      | 19    | 19    |
| Зинген 04           | 1950/51             | 30   | 16   | -     | -     | 0      | 0      | 30    | 16    |
| Зинген 04           | Итого               | 30   | 16   | 0     | 0     | 0      | 0      | 30    | 16    |
| Кайзерслаутерн      | 1951/52             | 30   | 23+  | -     | -     | 2      | 0      | 32    | 23+   |
| Кайзерслаутерн      | 1952/53             | 29   | 31   | ?     | ?     | 0      | 0      | 29+   | 31+   |
| Кайзерслаутерн      | 1953/54             | 22   | 14+  | 0     | 0     | 0      | 0      | 22    | 14+   |
| Кайзерслаутерн      | 1954/55             | 6    | 2    | ?     | ?     | 0      | 0      | 6+    | 2+    |
| Кайзерслаутерн      | Итого               | 87   | 71   | 8     | 15    | 2      | 0      | 97    | 86    |
| Кель                | 1955/56             | 7    | 8    | 0     | 0     | 0      | 0      | 7     | 8     |
| Кель                | Итого               | 7    | 8    | 0     | 0     | 0      | 0      | 7     | 8     |
| Всего за карьеру    | Всего за карьеру    | 344  | 410  | 30    | 68    | 30     | 85     | 404   | 563   |

Источники:
- Vladimir Kolos. Prolific Scorers Data — Ernst Willimowski — Additional Data (англ.). RSSSF.com. Дата обращения: 12 марта 2022.
- Oberliga South-West (англ.). Historical-Lineups.com. Дата обращения: 12 марта 2022.
- Ernst Wilimowski (англ.). National-Football-Teams.com. Дата обращения: 12 марта 2022.

## Цитаты
Фриц Вальтер, один из выдающихся нападающих в истории немецкого футбола, капитан чемпионов мира 1954 года, игравший вместе с Вилимовским в годы войны в сборной Германии, так оценивал его бомбардирские способности:
Он, пожалуй, единственный в мире футболист, который забил голов больше, чем имел голевых шансов.